# Iglesia del Rosario (Canillas de Aceituno)
La iglesia de Nuestra Señora del Rosario es un templo cristiano situado en la localidad española de Canillas de Aceituno, en la provincia de Málaga. Situada en la parte central del pueblo, fue construida sobre el solar de la antigua mezquita en el siglo XVI en estilo gótico-mudéjar. Fue reformada en el XIX. 
Tiene una torre situada en cabecera que se inicia en base cuadrada y termina en figura octogonal. El interior está dividido en tres naves de 40 metros de largo que se delimitan con pilares cruciformes que apean arcos apuntados. En la capilla existen dos capillas barrocas del siglo XVIII, una imagen de la Virgen de la Cabeza, con atributos de plata del XVIII y XIX, un lienzo pintado al óleo con tema de la Piedad de finales del XVII, y tres esculturas de tamaño mediano: San Antón, del XVII; San Francisco Javier, con influencias de Zayas, comienzos del XVIII, y un San Antonio, del círculo de Mena, de finales del XVII. En la sacristía se conservan importantes piezas de plata. El techo está cubierto con una armadura de parhilera con tirantes la central y de colgadizo las laterales. En el exterior apreciamos una torre de base cuadrada y remate octogonal, semejante a las de municipios vecinos de la Axarquía. 